# Panda MTV Unplugged
Panda MTV Unplugged es el segundo y último álbum en vivo de la banda mexicana de rock alternativo Panda, que fue lanzado el 23 de noviembre de 2010. El álbum forma parte de la serie de conciertos MTV Unplugged. Se grabó el 6 de octubre del mismo año en los estudios Churubusco de la Ciudad de México totalmente en acústico. 

## Antecedentes y lanzamiento
Panda MTV Unplugged fue previsto para ser lanzado oficialmente el martes 23 de noviembre de 2010, pero debido a la negligencia de algunas tiendas discográficas algunas copias del álbum se filtraron antes de tiempo, propiciando que el álbum completo se filtrara en internet en las primeras horas del domingo 21 de noviembre. Panda MTV Unplugged fue transmitido el viernes 26 de noviembre de 2010, por el canal de videos MTV a las 8:30 PM, 3 días después del lanzamiento del álbum el cual contiene disco compacto y DVD. 
El álbum cuenta con 13 canciones, dos de éstas inéditas, siendo «Feliz cumpleaños» su primer sencillo promocional, cuyo vídeo oficial fue estrenado en MTV Latinoamérica el miércoles 3 de noviembre de 2010 y «Sistema sanguíneo fallido», la cual cuenta con la colaboración de Denisse Guerrero, vocalista del grupo Belanova. Los covers incluidos en este disco, son «El monstruo comeastronautas» y «Hombre de lata» siendo ambas composiciones de Rodrigo "Bucho" Monfort, miembro de gira en la banda División Minúscula. Las restantes, son versiones nuevas de temas anteriores de la banda.

## Lista de canciones
| Panda MTV Unplugged |                                                    |          |  |
| N.º                 | Título                                             | Duración |  |
| 1.                  | «Nuestra aflicción»                                |          |  |
| 2.                  | «Narcisista por excelencia»                        |          |  |
| 3.                  | «Sólo a terceros»                                  |          |  |
| 4.                  | «Quinta real»                                      |          |  |
| 5.                  | «Feliz cumpleaños»                                 |          |  |
| 6.                  | «Cita en el quirófano»                             |          |  |
| 7.                  | «Monstruo comeastronautas»                         |          |  |
| 8.                  | «Cuando no es como debiera ser»                    |          |  |
| 9.                  | «Sistema sanguíneo fallido» (con Denisse Guerrero) |          |  |
| 10.                 | «Los malaventurados no lloran»                     |          |  |
| 11.                 | «Hombre de lata»                                   |          |  |
| 12.                 | «Amnistía»                                         |          |  |
| 13.                 | «Procedimientos para llegar a un común acuerdo»    |          |  |

## Músicos

### Panda
- José Madero — Voz, guitarra acústica, ukelele y guitarra de doce cuerdas.
- Ricardo Treviño — Bajo acústico y coros.
- Arturo Arredondo — Guitarra acústica, banyo y coros.
- Jorge Vázquez — Batería y coros.

### Artista invitada
- Denisse Guerrero

### Músicos invitados
- Rodrigo "Bucho" Monfort — teclados, coros y guitarra.
- Marcelo Treviño — piano, coros, dirección de orquesta y pandero.
- Hermanos Caballero — percusiones.

## Curiosidades
- El escenario está ambientado con velas y cuadros de fotografías.
- Para los invitados especiales, hubo artistas de renombre como Ricardo Arjona y Paquita la del Barrio para ser incluidos, pero esto no se pudo concretar.
- «Sistema sanguíneo fallido» es considerada por José Madero como una precuela de la canción «Los malaventurados no lloran». Asimismo, José toca el ukelele por única vez para esta canción.
- Ninguna de las canciones de los álbumes Arroz con leche y La revancha del príncipe charro fueron incluidas en el Unplugged.
- «Cuando no es como debería ser» es la única canción en que todos los integrantes de la banda no participan musicalmente, a excepción de José; aunque en «Amnistía», Arturo acompaña con la guitarra mientras que José interpreta la canción.